# Svenska Armborstunionen
Svenska Armborstunionen (SAU) bildades 1979 och är det nationella förbundet för armborstskytte i Sverige. SAU är genom samarbetsavtal med Svenska Sportskytteförbundet knutet till Riksidrottsförbundet (RF) och har sedan 2007 rätt att dela ut RF:s mästerskapstitlar i armborstskytte.
Armborst är idag ett vapen för vilket det krävs licens för att inneha. För att få licens på armborst måste man vara aktiv skytt i en skytteförening som är ansluten till SAU.